# Hiligaynon (Sprache)
Hiligaynon, in vielen Regionen auch Ilonggo genannt, ist eine austronesische Sprache, die hauptsächlich im Bezirk Western Visayas der Philippinen gesprochen wird.
Insgesamt sprechen 7 Millionen Menschen innerhalb und außerhalb der Philippinen Hiligaynon als Hauptsprache und weitere 4 Millionen beherrschen sie und verwenden sie als Zweitsprache.
Hiligaynon gehört zu den Visayassprachen.

## Sprachverbreitung
Die Sprache Hiligaynon ist maßgebend auf der Insel Panay und in der Provinz Negros Occidental vertreten. Sie wird dort zumeist in den Provinzen Iloilo, Capiz, Antique, Aklan und in Guimaras gesprochen und zudem in vielen Teilen von Mindanao wie in Koronadal City, South Cotabato und Sultan Kudarat als Dialekt verwendet.
Als Zweitsprache wird sie von der Volksgruppe der Karay-a in Antique, den Aklanon und Malaynon in Aklan, den Cebuanos und in Siquijor wie auch von den Capiznon in Capiz gesprochen.
Die Sprache ist in Negros Occidental und in Iloilo stark mit Ilonggo verbunden. Die Ilonggo sind eine ethnisch-linguistische Gruppe auf der Insel Panay, deren Kultur von den Hiligaynon-Sprechern kaum zu trennen ist. Die Grenze zwischen beiden Dialekten ist nicht klar zu definieren. Die Frage, welche Bezeichnung korrekt ist, ist unter philippinischen Sprachexperten genauso strittig wie bei vielen einheimischen Laien.

## Aussprache
Hiligaynon hat 16 Konsonanten: p, t, k, b, d, g, m, n, ng, s, h, w, l, r und y. Es gibt drei überwiegend verwendete Vokale: [a], [ɛ]/[i] und [o]/[⁠ʊ⁠].
Die Vokale [i] und [ɛ] sind Allophone, wobei [i] zu Beginn, in der Mitte und manchmal am Ende einer Silbe steht und [ɛ] nur in den Endsilben vorkommt. Die Vokale [⁠ʊ⁠] und [o] sind ebenso Allophone, mit [⁠ʊ⁠], das immer zu Beginn Verwendung findet, während [o] immer benutzt wird, wenn es mit einer Silbe endet.
Die Konsonanten [d] und [⁠ɾ⁠] sind ebenfalls Allophone, können aber nicht gegeneinander ausgetauscht werden. So heißt es patawaron (vergeben) [von patawad, Vergebung] aber nicht patawadon und es heißt tagadiín (von Wo) [von  diín, Wo] aber nicht tagariín.

## Schreibweise
Das Kernalphabet beinhaltet 20 Buchstaben. Die Konsonanten und Vokale sind sowohl in Klein- als auch in Großschreibweise vorhanden. Es werden dabei die lateinischen Schriftzeichen benutzt, allerdings mit landesspezifischen Abwandlungen.

### Alphabet
| Der 1. bis 10. Buchstabe | Der 1. bis 10. Buchstabe | Der 1. bis 10. Buchstabe | Der 1. bis 10. Buchstabe | Der 1. bis 10. Buchstabe | Der 1. bis 10. Buchstabe | Der 1. bis 10. Buchstabe | Der 1. bis 10. Buchstabe | Der 1. bis 10. Buchstabe | Der 1. bis 10. Buchstabe | Der 1. bis 10. Buchstabe | Der 1. bis 10. Buchstabe | Der 1. bis 10. Buchstabe | Der 1. bis 10. Buchstabe |
| ------------------------ | ------------------------ | ------------------------ | ------------------------ | ------------------------ | ------------------------ | ------------------------ | ------------------------ | ------------------------ | ------------------------ | ------------------------ | ------------------------ | ------------------------ | ------------------------ |
| Symbol                   | A a                      | A a                      | A a                      | B b                      | K k                      | D d                      | E e                      | G g                      | H h                      | I i                      | I i                      | L l                      | M m                      |
| Bezeichnung              | a                        | a                        | a                        | ba                       | ka                       | da                       | e                        | ga                       | ha                       | i                        | i                        | la                       | ma                       |
| Aussprache               | [a/ə]                    | [aw]                     | [aj]                     | [b]                      | [k]                      | [d]                      | [ɛ/e]                    | [g]                      | [h]                      | [ɪ/i]                    | [ɪo]                     | [l]                      | [m]                      |
| im Kontext               | a                        | aw/ao                    | ay                       | b                        | k                        | d                        | e                        | g                        | h                        | i                        | iw/io                    | l                        | m                        |

| Der 11. bis 20. Buchstabe | Der 11. bis 20. Buchstabe | Der 11. bis 20. Buchstabe | Der 11. bis 20. Buchstabe | Der 11. bis 20. Buchstabe | Der 11. bis 20. Buchstabe | Der 11. bis 20. Buchstabe | Der 11. bis 20. Buchstabe | Der 11. bis 20. Buchstabe | Der 11. bis 20. Buchstabe | Der 11. bis 20. Buchstabe | Der 11. bis 20. Buchstabe | Der 11. bis 20. Buchstabe | Der 11. bis 20. Buchstabe |
| ------------------------- | ------------------------- | ------------------------- | ------------------------- | ------------------------- | ------------------------- | ------------------------- | ------------------------- | ------------------------- | ------------------------- | ------------------------- | ------------------------- | ------------------------- | ------------------------- |
| Symbol                    | N n                       | Ng ng                     | O o                       | O o                       | P p                       | R r                       | S s                       | S s                       | T t                       | U u                       | U u                       | W w                       | Y y                       |
| Bezeichnung               | na                        | nga                       | o                         | o                         | pa                        | ra                        | sa                        | sa                        | ta                        | u                         | u                         | wa                        | ya                        |
| Aussprache                | [n]                       | [ŋ]                       | [ɔ/o]                     | [oj]                      | [p]                       | [r]                       | [s]                       | [ʃʲ]                      | [t]                       | [ʊ/u]                     | [w]                       | [w]                       | [j]                       |
| im Kontext                | n                         | ng                        | o                         | oy                        | p                         | r                         | s                         | sy                        | t                         | u                         | ua                        | w                         | y                         |

### Zusätzliche Zeichen
Es ist zu erwähnen, dass der Apostroph (') und der Bindestrich (-) ebenfalls bei der Schreibweise von Hiligaynon angewendet werden. Außerdem werden verschiedene englische Buchstaben benutzt, die allerdings nur bei Fremdwörtern angewendet werden.

## Grammatik

### Bestimmungswörter
Hiligaynon hat drei Arten von Kennwörtern für die Bestimmung von Fällen: Die Fälle sind der Absolutiv, das Ergativ und der sächliche Fall. Diese Fälle sind wiederum unterteilt in persönliche Typen, welche mit dem Namen von Personen zu tun haben, und sächliche Typen, welche sich mit allem Gegenständlichen befassen.
Zudem gibt es singulare und plurale Varianten, wobei die Kennwörter für die sächlichen Pluralfälle gleich den Kennwörtern für die Singularfälle sind, jedoch den Zusatz mga erhalten. Dieses Wort wird in Hiligaynon immer zum Ausdruck des Plurals eingesetzt.
|                       | Absolutiv | Ergativ               | Sächlicher Fall |
| --------------------- | --------- | --------------------- | --------------- |
| Singular sächlich     | ang       | sang, sing *)         | sa              |
| Plural sächlich       | ang mga   | sang mga, sing mga *) | sa mga          |
| Singular persönlich   | si        | ni                    | kay             |
| Plural persönlich **) | sanday    | nanday                | kanday          |

Beispiele:
- “Ang lalaki nagkaon sang tinapay.” – ‚Der Mann aß das Brot.‘

Kann dasselbe meinen wie
- “Ang tinapay ginkaon sang lalaki.” – Im wörtlichen Sinne: ‚Das Brot wurde gegessen von dem Mann.‘

In Hiligaynon gibt es aber eine Tendenz, den aktiven Satzbau eher zu benutzen und so wird der erste Satz häufiger verwendet.

### Personalpronomen
|                           | Absolutiv | Ergativ1 (nachgestellt) | Ergativ2 (vorangestellt) | Sächlich |
| ------------------------- | --------- | ----------------------- | ------------------------ | -------- |
| 1. Person Singular        | ako       | nakon, ko               | akon                     | sa akon  |
| 2. Person Singular        | ikaw, ka  | nimo, mo                | imo                      | sa imo   |
| 3. Person Singular        | siya      | niya                    | iya                      | sa iya   |
| 1. Person Plural Inklusiv | kita      | naton, ta               | aton                     | sa aton  |
| 1. Person Plural Exklusiv | kami      | namon                   | amon                     | sa amon  |
| 2. Person Plural          | kamo      | ninyo                   | inyo                     | sa inyo  |
| 3. Person Plural          | sila      | nila                    | ila                      | sa ila   |

### Hinweisende Pronomen
|                                  | Absolutiv | Ergativ | Sächlich | Existentiell |
| -------------------------------- | --------- | ------- | -------- | ------------ |
| Nahe beim Sprecher (dies, hier)* | iní       | siní    | dirí     | yári         |
| Nahe am Adressat (dies, hier)    | inâ       | sinâ    | dirâ     | yára'        |
| Abseits (jene, jener)            | ató       | sadtó   | didtó    | yádto        |

Zusätzlich zu den hier angegebenen Formen von dies sollen noch zwei verbale Hinweise gegeben werden: karí heißt, zum Sprecher kommen, kadto meint dagegen, zu jenem gehen.

## Fremdwörter
In Hiligaynon finden sich verschiedene spanische Wörter, wie santo (von santo, Heiliger), berde (von verde, grün) und pero (von pero, aber).
Spanische Verben bleiben bei der Verwendung in Hiligaynon oft unkonjugiert (besitzt das Verb Endungen wie -ar, -er oder -ir), welche in Filipino in der 'tú'-Form konjugiert werden.
Beispiele:
- komparar, mandar, pasar, tener, disponer, mantener, etc.

## Beispiele

### Bindewörter
Hiligaynon mangelt es an Ausdrücken wie dem in Tagalog bzw. Filipino vorkommenden ay oder dem hay aus dem Dialekt Akeanon.
Beispiel:
- Si Inday ay maganda. (Tagalog)
- Si Inday matahum. (Hiligaynon)
- ‚Die Schwester ist schön.‘ (Deutsch)

Es gibt in Hiligaynon kein Äquivalent bei der Übersetzung des Hilfswortes to be aus dem Englischen (‚sein‘ im Deutschen). Für die Unterscheidung von will be (‚werden‘) und become (‚etwas werden‘) verwendet man die Präfixe nangin und mangin
Beispiel:
- Manámi' mangin manggaranon. – ‚Es ist schön, reich zu werden.‘

Das spanische Hilfsverb estar (deutsch ‚sein‘) ist zwar ein Teil des Hiligaynon-Wortschatzes, seine Bedeutung und Aussprache wurde hier aber stark abgewandelt. In Hiligaynon wird es nun istar ausgesprochen und bedeutet ‚zu leben in (einem Ort)‘ (in Hiligaynon gleichbedeutend mit dem Wort puyo).
Beispiel:
- Nagaistar ako sa tabuc suba. – ‚Ich lebe in tabuc suba.‘

### Existentiell
Um ein lebendes Objekt zu bezeichnen, wird das Wort may benutzt.
Beispiel:
- May idô ko. – ‚Ich habe einen Hund.‘

### Fragewörter
Die Fragewörter in Hiligaynon sind im Folgenden: diin, san-o, sin-o, nga-a, kamusta, ano und pila.
Diin heißt wo.
Beispiel:
- Diin ka na? – ‚Wo bist du jetzt?‘

Eine Variante von diin, tagadiin wird benutzt, um den Geburts- oder den Heimatort des Zuhörers zu erfragen.
Beispiel:
- Tagadiin ka? – ‚Woher kommst du?‘

San-o heißt wann.
Beispiel:
- San-o inâ? – ‚Wann ist das?‘

Sin-o heißt wer.
Beispiel:
- Sin-o imo abyan? – ‚Wer ist dein Freund?‘

Nga-a heißt warum.
Beispiel:
- Nga-a di ka magkadto? – ‚Warum willst du nicht gehen?‘

Kamusta heißt wie, im Sinne von ‚Wie geht es dir?‘
Beispiel:
- Kamusta ang tindahan? – ‚Wie ist das Geschäft?‘

Ano heißt was.
Beispiel:
- Ano ang imo nagabasa? – ‚Was liest du gerade?‘

Eine Variante von ano, paano, meint ebenso wie, allerdings im Sinne von ‚Wie soll ich etwas tun?‘
Beispiel:
- Paano ko makapulî? – ‚Wie soll ich nach Hause kommen?‘

Pila heißt wie viel.
Beispiel:
- Pila ang mga upod sa imo? – ‚Wie viele sind bei dir dabei?‘

Eine Variante von pila, das Wort ikapila, fragt nach einer numerischen Reihenfolge in Bezug auf eine Person, wie in „Als wievielter wurdest du in deine Familie geboren?“ (Erstgeborener, Zweitgeborener etc.)
Dieses Wort ist bekanntermaßen schwierig in eine europäische Sprache zu übersetzten, da es im Deutschen oder Englischen kein Äquivalent dazu gibt.
Beispiel:
- Ikapila ka? – ‚Als wievielter wurdest du in deine Familie geboren?‘

### Zahlen
| Zahlen | Hiligaynon |
| ------ | ---------- |
| 0001   | Isá        |
| 0002   | Duhá       |
| 0003   | Tatlo      |
| 0004   | Apat       |
| 0005   | Limá       |
| 0006   | Anum       |
| 0007   | Pitó       |
| 0008   | Waló       |
| 0009   | Siyám      |
| 0010   | Púlô       |
| 0100   | Gatús      |
| 1000   | Libó       |

(Ausnahme: Geldbeträge werden in Spanisch angegeben.)

### Uhrzeit
Uhrzeiten werden in Spanisch angegeben.

### Wochentage
Die Namen der Wochentage leiten sich von ihren spanischen Entsprechungen ab:
| Tag        | Adlaw      |
| ---------- | ---------- |
| Sonntag    | Domingo    |
| Montag     | Lunes      |
| Dienstag   | Martes     |
| Mittwoch   | Miyerkoles |
| Donnerstag | Huwebes    |
| Freitag    | Biyernes   |
| Samstag    | Sabadó     |

### Monate des Jahres
Die erstgenannten Bezeichnungen der Monatsnamen in Hiligaynon leiten sich ebenfalls aus dem Spanischen ab.
| Monat     | Bulan                      |
| --------- | -------------------------- |
| Januar    | Enero; ulalong             |
| Februar   | Pebrero; dagangkahoy       |
| März      | Marso; dagangbulan         |
| April     | Abril; kiling              |
| Mai       | Mayo; himabuyan            |
| Juni      | Hunio; kabay               |
| Juli      | Hulyo; hidapdapan          |
| August    | Agosto; lubad-lubad        |
| September | Septiyembre; kangurolsol   |
| Oktober   | Oktubre; bagyo-bagyo       |
| November  | Nobiyembre; panglot-diotay |
| Dezember  | Disiyembre; panglot-daku   |

### Kurze Grüße und Phrasen
| Deutsch                              | Hiligaynon                                                              |
| ------------------------------------ | ----------------------------------------------------------------------- |
| Ja.                                  | Hu-o.                                                                   |
| Nein.                                | Indî.                                                                   |
| Danke schön                          | Salamat.                                                                |
| Entschuldigung                       | Pasensya. / Pasaylo.                                                    |
| Hilfe                                | Bulig! / Tabang!                                                        |
| Delikat!                             | Namit!                                                                  |
| Aufpassen.                           | Halong.                                                                 |
| Bist du verrückt?                    | Akig ka?                                                                |
| Ich weiß nicht.                      | Ambot.                                                                  |
| Das ist wundervoll!                  | Námì-námì man (i)nâ!                                                    |
| Guten Morgen.                        | Maayong aga.                                                            |
| Guten Tag.                           | Maayong udto.                                                           |
| Guten Tag (Nachmittag).              | Maayong hapon.                                                          |
| Guten Abend                          | Maayong gab-i.                                                          |
| Wie geht es dir?                     | Kumusta ka? / Kamusta ikaw?                                             |
| Mir geht es gut.                     | Maayo man.                                                              |
| Mir geht es gut, wie ist es mit dir? | Maayo man, ikaw iya?                                                    |
| Wie alt bist du?                     | Pila na ang edad nimo? / Ano ang edad mo?                               |
| Ich bin 25 Jahre alt.                | Beinte singko anyos na (a)ko. / Duha ka pulo kag lima ka tuig na (a)ko. |
| Ich bin John.                        | Ako si John. / Si John ako.                                             |
| Ich bin Oskee.                       | Ako si Oskee. / Si Oskee ako.                                           |
| Wie ist dein Name?                   | Ano imo ngalan? / Ano ngalan (ni)mo?                                    |
| Ich liebe dich.                      | Palangga ta ka.                                                         |
| Ich liebe dich (romantische Liebe)   | Ginahigugma ko ikaw.                                                    |
| Ich danke Ihnen vielmals.            | Salamat gid.                                                            |
| Mädchen, du bist wunderschön.        | Day tama sa imo ka-anyag. / Day, gwapa ka gid!                          |
| Kann ich deine Handynummer haben?    | Puede ko makuha ang numero sang cellphone mo?                           |

### Dies und Das
| Deutsch                    | Hiligaynon                                               |
| -------------------------- | -------------------------------------------------------- |
| Was ist das hier?          | Ano (i)ni?                                               |
| Dies ist ein Blatt Papier. | Isa ni ka panid sang papel. / Isa ka panid ka papel ini. |
| Was ist das dort?          | Ano (i)nâ?                                               |
| Das ist ein Buch.          | Libro (i)nâ.                                             |
| Was möchtest du tun?       | Ano ang himu-on (ni)mo? / Ano ang buhaton (ni)mo?        |
| Was tust du gerade?        | Ano ang ginahimo (ni)mo?                                 |
| Ich weiß es nicht.         | Ambut                                                    |

### Fragen nach Richtungen und Zeiten
| Deutsch                                       | Hiligaynon                               |
| --------------------------------------------- | ---------------------------------------- |
| Wohin sollen wir gehen?                       | Diin kita makadto?                       |
| Wohin gehen wir?                              | Diin kita pakadto?                       |
| Wohin gehst du?                               | (Sa) diin ka makadto?                    |
| Wir sollten nach Bacolod.                     | Makadto kita sa Bacolod.                 |
| Ich gehe nach Hause.                          | Mapa-uli na ko (sa balay).               |
| Wo lebst du?                                  | Diin ka naga-istar? / Diin ka na-gapuyô? |
| Woher kommst du? (Wo bist du gerade gewesen?) | Diin ka nag halin?                       |
| Bist du schon lange da?                       | Dugay ka na diri?                        |
| (Nach) links.                                 | (Sa) wala.                               |
| (Nach) rechts.                                | (Sa) tuô.                                |
| Wie viel Uhr ist es?                          | Ano('ng) takna na? / Ano('ng) horas na?  |
| Es ist zehn Uhr.                              | Alas diyes na.                           |
| Welche Zeit ist nun?                          | Ano ang horas subong?                    |

### Am Marktplatz
| Deutsch                            | Hiligaynon        |
| ---------------------------------- | ----------------- |
| Darf ich kaufen?                   | Pwede ko mabakal? |
| Wie viel ist das?                  | Tag-pila ini?     |
| Wie viel ist dies hier / das dort? | Tagpilá iní/inâ?  |